# Still Life (American Concert 1981)
| Recensione                    | Giudizio |
| ----------------------------- | -------- |
| AllMusic                      | [ 4 ]    |
| Christgau's Record Guide      | B−       |
| MusicHound                    | 1/5      |
| Rolling Stone                 | [ 7 ]    |
| The Rolling Stone Album Guide | [ 8 ]    |
| Tom Hull                      | B+       |

Still Life (American Concert 1981), pubblicato nel 1982, è un album live dei Rolling Stones, è il quarto album pubblicato dal vivo dalla band e racchiude il tour americano del 1981, registrato il 5 e 6 novembre al Meadowlands Sports Complex - East Rutherford, NJ.  - 25 novembre al Rosemont Horizon - Rosemont, Chicago Illinois - 13 dicembre al Sun Devil Stadium di Tempe, Arizona, e il 18-19 dicembre all'Hampton Coliseum di Hampton (Virginia).

## Pubblicazione ed accoglienza
L'album fu preceduto dall'uscita del singolo Going to a Go-Go, una reinterpretazione di un brano dei The Miracles, che divenne un successo da Top 30 in classifica sia negli Stati Uniti sia nel Regno Unito; il singolo successivo, Time Is on My Side, stazionò nelle parti basse della classifica britannica.
Still Life fu un successo dal punto di vista commerciale, raggiungendo la posizione numero 4 nellaUK Albums Chart e la numero 5 negli Stati Uniti, ma non fu ben accolto dalla critica, venendo criticato per il suo suono troppo pulito e privo di spigoli, come ci si aspettava da un'esibizione dei Rolling Stones.

## Tracce
- Tutte le canzoni sono di Jagger/Richards tranne dove indicato.

1. Intro: Take the A Train (Strayhorn) – 0:27
2. Under My Thumb – 4:18
3. Let's Spend the Night Together – 3:51
4. Shattered – 4:11
5. Twenty Flight Rock (Cochran/Fairchild) – 1:49
6. Going to a Go-Go (Robinson/Tarplin/Moore/Rogers) – 3:21
7. Let Me Go – 3:37
8. Time Is on My Side (Meade) – 3:39
9. Just My Imagination (Running Away with Me) (Whitfield/Strong) – 5:23
10. Start Me Up – 4:21
11. (I Can't Get No) Satisfaction – 4:24
12. Outro: Star Spangled Banner (Hendrix) – 0:48

- Traccia 1: registrazione in studio di Duke Ellington e la sua orchestra
- Traccia 12: registrazione dal vivo al concerto di Woodstock di Jimi Hendrix il 18 agosto 1969

## Formazione
- Mick Jagger - voce, chitarra
- Keith Richards - chitarra, voce
- Ron Wood - chitarra, voce
- Bill Wyman - basso
- Charlie Watts - batteria

### Altri musicisti
- Ian Stewart - pianoforte
- Ian McLagan - tastiere
- Ernie Watts - sassofono